# Drótos László (kohómérnök)
Drótos László (Lak, 1935. június 13. –) okleveles kohómérnök, a Diósgyőri Vasgyár (a volt Lenin Kohászati Művek) utolsó vezérigazgatója.

## Tanulmányai
Bányászcsaládból származott, a családjával Miskolc- Pereces városrészében laktak. Iskoláit döntően Miskolcon végezte, és egész élete, munkássága ehhez a városhoz köti. Itt volt vasesztergályos ipari tanuló az MTH 100 sz. Intézetben, a Gépipari Technikumban érettségizett, majd a Nehézipari Műszaki Egyetemen szerzett kohómérnöki diplomát. Mérnökközgazdász ismereteket két féléven át hallgatott a Miskolci Egyetemen. Mesterképző technikusi képzést Budapesten kapott. Budapesten és Moszkvában vezetői továbbképzésekben vett részt.

## Munkássága
Miskolc város és az itt működő vaskohászati nagyüzem dinamikusan fejlődő évtizedeiben (1960, 1970, 1980) különböző beosztásokat, vezetői megbízatásokat látott el. Dolgozott esztergályosként, és művelettervezői, valamint időelemző, továbbá a Lenin Kohászati Művek termelőberendezései tervszerű karbantartását szervező technikusi beosztásban. 1958 és 1967 között az LKM műszaki-titkári feladatát látta el, 1967 és 1969 között a vállalat legnagyobb gyáregységének, az egyesített hengerdéknek termelési főmérnökévé nevezték ki. Az 1968-as gazdasági mechanizmusok remélt pozitív hatására 1969 és 1982 között Miskolc város vezetésében vállalt aktív szerepet. Tagja lett a Városi Tanács Végrehajtó Bizottságának, a Magyar Szocialista Munkáspárt (MSZMP) Miskolci Bizottságában a várospolitikai osztályvezetői, majd a gazdaságpolitikai titkári és a városi első-titkári tisztségekre választották. Ez utóbbi feladatot 1982-ig látta el, amikortól kinevezték az LKM vezérigazgatójának. Innen, – az egyre bonyolultabb vállalatirányítási feladatokat és az ezekkel járó konfliktusokat is felvállalva – súlyos egészségi károsodással került korkedvezményes nyugdíjazásra 1989. január 1-től. Vezérigazgatósága időszakához kötődik a vállalati gazdálkodás veszteségességének megszüntetése, a világszínvonalú Kombinált Acélmű beruházásának befejezése és a termelés felfuttatásának biztosítása. Nevéhez fűződik az 1980-as évek végén jelentkező kényszerű "előremenekülés" stratégiájának és taktikájának kigondolása, a radikális vaskohászati szerkezetváltás programjának kidolgozása, és ennek megvalósítására a Borsodi Vaskohászati Tröszt 1989. január elsejével történő létrehozása.
A hazai ipar és gazdaság területén széles körű ismeretekre tett szert, s ezenkívül nemzetközi kitekintésre is alkalma nyílt. Szerepet vállalt a KGST vaskohászati szekciója vezetésében, szakmai tanulmányutakon, üzleti tárgyalásokon vett részt számos európai országban és járt az amerikai, kanadai, japán, kínai vaskohászati üzemekben is.
A Miskolci Egyetem akadémiai kutató státuszában dolgozott, továbbá óraadó tanári feladatokat látott el a 116. sz. Szakmunkásképző Intézetben és a miskolci Nagy Lajos Király Magánegyetemen.
Nyugdíjasként az ipari örökség védelmével és hasznosításával foglalkozik.

## Közéleti tevékenysége
- A korabeli gyermek- és ifjúsági szervezetekben (Úttörőmozgalom, Dolgozó Ifjúság Szövetsége (DISZ), Magyar Kommunista Ifjúsági Szövetség (KISZ)) tagság és választott tisztségek
- Részvétel az 1949-es budapesti és az 1962-es helsinki Világifjúsági Találkozó (VIT) küldöttségében
- Tagság különböző ifjúsági sport- és kulturális körökben
- Vasas Szakszervezeti Szövetség tagság
- Országos Magyar Bányászati és Kohászati Egyesület (OMBKE) tagság és különféle választott tisztségek
- Magyar Dolgozók Pártja (MDP); Magyar Szocialista Munkáspárt (MSZMP); Magyar Szocialista Párt (MSZP) tagság és választott tisztségviselő
- Miskolc Megyei Jogú Város Önkormányzata és Végrehajtó Bizottsága tagja
- A Miskolci Egyetem Tanácsának tagja
- A MTESZ Diósgyőr Vasgyári Szervezetének elnöke
- A KGST Vaskohászati Bizottságának tagja
- Az Országos Műszaki Fejlesztési Bizottság (OMFB) Plénuma tagja
- A Hazafias Népfront elnöke mellett létrehozott Gazdaságpolitikai Munkacsoport tagja
- A Magyar Gazdasági Kamara alelnöke, az Észak-magyarországi Területi Bizottság elnöke
- A MTESZ BAZ megyei ipartörténeti munkabizottságának alapítója és vezetője
- Az MTA Miskolci Területi Bizottsága mellett létrehozott „Tudomány és Technikatörténeti Komplex Bizottság” alapító titkára
- Az [OMBKE] Történeti Bizottságának tagja
- A Közép-európai Ipari Örökség Útja Egyesület alapító alelnöke (2008-2015)

## Kitüntetései
- Kiváló Ifjú Technikus (1965)
- Munka Érdemérem (1959.03.13.)
- Kiváló Újító bronz fokozat (1967.11.)
- Munka Érdemrend arany fokozat (1973.11.07.)
- Haza Szolgálatáért Érdemérem arany fokozat (1976.12.02.)
- MHSZ Kiváló Munkáért arany fokozat (1977.11.07.)
- Ifjúságért Érdemérem (1978.04.04.)
- Április Négy Érdemrend (1985.04.04.)
- MHSZ Kiváló Munkáért aranyfokozat (1985.11.11.)
- Debreceni Márton emlékérem (1987.03.27.)
- Signum Aureum Universitatis egyetemi kitüntetés (1987.09.05.)
- Közbiztonsági Érem aranyfokozat (1987.11.07.)
- Kiváló Kamarai Munkáért díszoklevél (1987.11.07.)
- Miskolc város oklevele az idegenforgalom támogatásáért, az ipari örökség helyszíneinek bekapcsolásán keresztül (2009.05.06.)